# Matías Lammens
Matías Daniel Lammens Nuñez (Buenos Aires, 5 de abril de 1980) es un abogado, político, empresario y dirigente deportivo que se desempeñó como  Ministro de Turismo y Deportes entre 2019 y 2023, durante la gestión de Alberto Fernández.
Fue presidente del Club Atlético San Lorenzo de Almagro desde septiembre de 2012 hasta diciembre de 2019. Al frente del club consiguió la Copa Libertadores de América por primera vez en su historia. Durante su gestión se triplicó la cantidad de socios, se hicieron avances importantes para la vuelta del club a Boedo y se fomentaron otros deportes.
En las 2019 fue candidato  a jefe de Gobierno de la Ciudad de Buenos Aires por el Frente de Todos, quedando en segundo lugar con Horacio Rodríguez Larreta quien fue reelecto.

## Biografía

### Carrera empresarial
Se graduó del Colegio Nacional de Buenos Aires en la promoción de 1998 y se recibió de abogado en la Universidad de Buenos Aires. 
Comenzó su carrera empresaria con un kiosco en 2003. Lammens llegó al negocio de la distribución desde muy joven cuando junto con un amigo comenzó a hacer fletes y mudanzas, actividad que con el tiempo se transformó en una empresa de bebidas.
El 20 de octubre de 2005 constituye la empresa Ñuque Mapu SRL, con sede en la Ciudad Autónoma Buenos Aires y que se dedica a la venta y distribución de vinos y otras bebidas alcohólicas.

### Presidencia de San Lorenzo (2012-2019)
Con la renuncia del entonces presidente Carlos Abdo y de la mayoría de la comisión directiva, La Asamblea Extraordinaria del club, llevada a cabo el 1 de agosto de 2012, lo designó Presidente Provisorio por 30 días.

Finalizado ese plazo, junto con el presentador de televisión, dirigente deportivo y empresario Marcelo Tinelli, se presentaron a elecciones extraordinarias como candidatos a presidente y vicepresidente (respectivamente) por la lista San Lorenzo siglo XXI obteniendo un 80,52% de la totalidad de los votos. Iniciaron su gestión cuando la institución de Boedo estuvo a un paso de irse al descenso y a punto de entrar en quiebra. Completaron el mandato inconcluso del renunciante expresidente Carlos Abdo. 
Posteriormente el 14-12-2013, se presentó junto a su compañero de fórmula por la reelección, la que obtuvo sin problemas con un 82,16% de los votos. Con ello aseguraron gobernar el club hasta diciembre de 2016.
En diciembre de 2016, el binomio Lammens-Tinelli obtuvo por segunda vez la reelección (tercer período) con un 88,15%.

Es el tercer presidente más joven en la historia de San Lorenzo, siendo los otros Antonio Scaramusso con 15 años en 1908 y José Gorena con 17 años en 1914.

#### Logros deportivos
Durante su mandato, San Lorenzo ganó en 2014 la Copa Libertadores, la primera en la historia del club, de la mano de Edgardo Bauza; también obtuvo el torneo Inicial 2013 con Juan Antonio Pizzi como DT; y le ganó a Boca Juniors la Supercopa Argentina 2015 con una goleada por 4 a 0, ya con Pablo Guede como entrenador.
En materia deportiva, más allá del fútbol cuadruplicó la cantidad de deportistas federados, llegando a casi 4 mil.
Bajo su gestión San Lorenzo fue el primer club argentino en firmarle contrato a 16 jugadoras del equipo femenino de fútbol, acontecimiento que se transformó en un hito de la profesionalización de este deporte en el país. Al mismo tiempo, Lammens contrató a la jugadora Maca Sánchez, referente de la lucha de las mujeres por la igualdad de condiciones entre el fútbol masculino y femenino.

#### Reformas institucionales
En relación con la dimensión institucional, como presidente eliminó del estatuto la cláusula que permitía la reelección indefinida. Bajo su conducción y con el apoyo unánime de la comisión San Lorenzo fue el primer club en rechazar de manera oficial la posibilidad de transformar a la institución en una sociedad anónima.
En 2017 su gestión lanzó CASLA Transparente, un plan integral de transparencia orientado a la rendición de cuentas y al fortalecimiento de la confianza de los diversos actores sociales en los que impacta la actividad del Club. Con este plan San Lorenzo se transformó en la primera institución deportiva del país en llevar adelante una política de rendición de cuentas. Al mismo tiempo el club adhirió al Pacto Global de las Naciones Unidas que implica implementar 10 principios en materia de transparencia.

#### Finanzas del club
Cuando asumió la presidencia, el club tenía un pasivo de 232 millones de pesos, un patrimonio neto negativo de 93,5 millones, sólo 14 jugadores en el plantel de fútbol, estaba en descenso directo y en concurso preventivo, que es el paso previo a la quiebra institucional.
En materia de infraestructura, en 5 años se invirtieron más de 115 millones de pesos en obras, destacándose la nueva pensión para los juveniles, los gimnasios, la sala de prensa, las refacciones del estadio, las canchas de césped sintético y el emblemático nuevo Polideportivo en el barrio de Boedo. Por otra parte, el club compró los terrenos sobre Avenida La Plata a Carrefour con lo que concretó la anhelada vuelta de San Lorenzo al barrio de Boedo. La compra se realizó tras una campaña que consistió en el aporte voluntario de miles de socios e hinchas que simbólicamente compraron sus “metros cuadrados” convirtiéndose en “socios refundadores”.
En ese periodo, el club más que triplicó su masa societaria, pasando de 20 mil a 70 mil socios, lo que permitió multiplicar por 10 los ingresos por cuotas sociales y aranceles. En ese mismo sentido, crecieron exponencialmente los ingresos por publicidad, derechos de TV y recaudación. Así las cosas, el pasivo se redujo en 75 millones de pesos y el patrimonio neto revirtió su condición negativa llegando a un saldo positivo de 60 millones.

#### Labor social del club
El club desarrolla un trabajo social en el Bajo Flores, barrio que circunda el estadio del club. Más de 3 mil chicos son becados y hacen actividades deportivas, talleres y usan la pileta. En 2015 San Lorenzo creó la Fundación Padre Lorenzo Massa para la Inclusión Social con el objetivo de profundizar la tarea solidaria y de inclusión social que venía realizando con los chicos de Boedo y del Bajo Flores y con las instituciones del barrio como el Hospital Piñeiro.
Además,desde su salida de la presidencia en 2019, se desempeña como Vicepresidente 2.º de la institución. Siendo también el ministro de Turismo y Deportes de la Nación desde dicho año

### Carrera política

#### Comienzos
Durante todo 2015, recibió propuestas para ser candidato del macrismo. Primero, como candidato a legislador porteño. Lammens tiene una buena relación con el ministro del Interior, Rogelio Frigerio y también con Horacio Rodríguez Larreta. El PRO le ofreció el cargo de Titular de la ANSES y de Director del Banco Nación, cargos que rechazó.
Lammens siempre mostró diferencias tanto con el macrismo como con el kirchnerismo: «Tanto el PRO como el kirchnerismo nos han ofrecido cargos y lugares en las listas para sumarnos. Nosotros insistimos en armar algo independiente». Según Lammens el kirchnerismo  es una alternativa que significa al pasado” a pesar de elogiar políticas de Néstor Kirchner y Cristina Fernández de Kirchner a excepción de su segundo mandato.

#### Candidatura a jefe de Gobierno de CABA (2019)
En el mes de junio de 2019 tras el lanzamiento de la fórmula presidencial de Alberto Fernández y Cristina Fernández de Kirchner Lammens manifestó su intención de participar en la elección a jefe de Gobierno de la Ciudad de Buenos Aires como parte de un nuevo frente opositor al gobierno del PRO que reúna a todos los espacios de perfil progresista y de centro izquierda: «Hay que hacer un gran frente opositor. Repetir lo mismo de siempre para tener los resultados de siempre es algo que no sirve. Ganar la Ciudad sería un hecho histórico, después de 12 años donde gobierna el macrismo. Los problemas que no han resuelto en 12 años no los van a resolver ahora». Y agregó que «está claro que con el kirchnerismo solo en la Ciudad no alcanza, tenemos que armar un frente plural, amplio, que interpele a todos los ciudadanos».
Entre algunas de sus declaraciones sostuvo que «el movimiento de mujeres es la nueva cara de la justicia social». Y sobre su candidatura afirmó: «Yo estoy dispuesto a ser candidato, pero no lo planteo en términos personales, no digo ‘yo tengo que ser el candidato’. Me parece que así no se puede construir nada. Yo lo que digo es que estoy dispuesto. Es un sacrificio en términos personales, laborales, familiares. Estoy dispuesto a hacerlo porque me parece que se va a necesitar de nuestra generación. Nos tenemos que comprometer».
El 19 de junio se conoció su precandidatura a jefe de Gobierno de la Ciudad de Buenos Aires por el Frente de Todos.
En las Primarias, Abiertas, Simultáneas y Obligatorias (PASO) del 11 de agosto, Matías Lammens obtuvo 616.906 votos, lo que implica un 31,93% de los sufragios para jefe de Gobierno. En las elecciones generales del 27 de octubre sacó 35% de los votos (690 mil votos) y quedó segundo detrás de Horacio Rodríguez Larreta. De esta manera se convirtió en la mejor elección de la oposición desde que el PRO llegó al gobierno de la ciudad en 2007, ya que en las anteriores había obtenido entre un 21,7 y un 27,4%.
Por lo tanto, en la primera incursión en política de Lammens, el Frente de Todos logró realizar la mejor elección de la oposición al Pro desde que la fuerza política liderada por Mauricio Macri gobierna la capital argentina: Unidad Porteña había obtenido el 21,74% de los votos en 2017, ECO el 25,47% en 2015, el Frente Amplio UNEN el 24,59% en 2015, el Frente para la Victoria el 27,4% en 2011, Proyecto Sur el 24,29% en 2009 y el Frente para la Victoria el 23.77% en 2007, cuando fue elegido Mauricio Macri como jefe de Gobierno.

### Gestión en el Ministerio de Turismo y Deportes
En línea con su promesa de campaña en la que había anunciado que en caso de ganar la jefatura de gobierno de la ciudad conformaría un gabinete paritario, una vez que asumió al frente del Ministerio de Turismo y Deportes de la Nación conformó, como primera medida, un gabinete con un 70% de mujeres en los cargos jerárquicos de la cartera.
Durante la pandemia causada por el COVID-19 en el año 2020, desde el ministerio de Turismo y Deportes se creó una batería de medidas para acompañar a ambas carteras en ese difícil momento. 

#### PACIT
Se llevó adelante el Plan de Auxilio, Capacitación e Infraestructura para el Turismo (PACIT) compuesto por tres fondos que se complementaron para proteger al sector y prepararlo para que se convierta en uno de los motores de recuperación y reactivación económica. Incluye al Fondo de Auxilio y Capacitación Turística (FACT), el Fondo de Auxilio para Prestadores Turísticos (APTur) y el Plan 50 Destinos.
Además, en pos de reactivar la economía en el sector, se lanzó el plan PreViaje, un programa de preventa turística que brinda beneficios para viajar y disfrutar en todos los destinos del país. Por cada compra anticipada que se haga hasta el 31 de diciembre de 2020, se puede presentar el comprobante correspondiente y recibir el 50% de lo que se haya gastado para usar en ese u otros viajes por el país durante el 2021. Para enero de 2021, el programa había movilizado a 600.000 turistas y generado $15.000 millones, según cifras del Ministerio de Turismo y Deportes. Lammens anunció que en las tres primeras ediciones del programa se movilizaron más de seis millones de turistas.

#### Clubes en Obra
Se creó el plan Clubes en Obra, una inversión histórica para que los clubes de barrio puedan mejorar su infraestructura y realizar proyectos de refacción, ampliación y mantenimiento de sus instalaciones.

## Logros deportivos como presidente deSan Lorenzo
- Futsal femenino, Copa Anual 2012[52]
- Fútbol, Torneo Inicial 2013 (Argentina)
- Futsal femenino, Torneo Apertura 2013[53]
- Fútbol, Copa Libertadores 2014
- Fútbol, Supercopa Argentina 2015
- Fútbol femenino, Campeonato AFA 2015[54]
- Vóley femenino, División de Honor 2015[55]
- Básquet masculino, Liga Nacional de Básquet 2015-16
- Vóley femenino, División de Honor 2016[56]
- Básquet masculino, Liga Nacional de Básquet 2016-17
- Básquet masculino, Torneo Súper 4 2016-17[57]
- Vóley masculino, Copa Metropolitana 2017
- Hockey s/ patines, Torneo Metropolitano 2017
- Futsal femenino, Torneo Clausura 2017[58]
- Futsal femenino, Final Anual 2017[59]
- Básquet masculino, Liga Nacional de Básquet 2017-18[60]
- Básquet masculino, Liga de las Américas 2018[61]
- Futsal masculino, Copa Argentina 2018[62]
- Fútbol Senior, Super Liga Senior 2018[63]
- Básquet masculino, Supercopa 2018[64]
- Futsal femenino, Copa Argentina 2018[65]
- Futsal masculino, Campeonato AFA 2018[66]
- Voley masculino, Copa Metropolitana 2018.
- Básquet masculino, Liga de las Américas 2019[67]
- Futsal femenino, Supercopa 2019[68]
- Básquet masculino, Liga Nacional de Básquet 2018-19[69]
- Futsal masculino, Torneo de AFA 2019[70]